# Al-Kharj
Al-Kharj (àrab: الخرج, al-Ḫarj) és una vila i capital de la governació homònima, al centre de l'Aràbia Saudita, a la província d'Al-Riyad. La població de la governació, en el seu conjunt, és de 623.394 persones, segons el cens del 2004, dels quals 75.716 són no-saudites. Kharj és una vila recent, car el mot es referia inicialment a una gran regió composta d'un cert nombre de petites viles separades, entre les quals As-Sih i Dilam, però també Sulamiyya, Yamamah, al-Hayathim, i nombroses altres petites viles i llogarets. La vila va néixer d'As-Sih. A la zona hi conflueixen nombrosos uadis, la qual cosa la converteix en una de les regions més fèrtils de l'Aràbia Saudita; té a més quatre estanys (uyun), tres a la part nord i un (Khafs Daghra) al sud.

## Història
En el passat fou un districte situat al Nedjd, entre al-Arid al nord al uadi Burayk o al-Hawta al sud, i entre els penya-segats d'Ulayya a l'oest i l'estepa d'al-Bayad a l'est.
El districte es va oposar als wahhabites al segle xviii. El 1773 els saudites, campions dels wahhabisme, van ocupar al-Riyad entre al-Diriyya i al-Khardj. El xeic d'al-Dilam, Zayd ibn Zamil, va fer un pagament a l'imam ismaïlita de Nadjran a canvi del seu ajut contra els saudites, però la campanya no va tenir èxit; el 1776 el saudita Abd al-Aziz va derrotar a Zayd i va conquerir al-Dilam. El primer emir governador saudita fou Sulayman ibn Ufaysan que va governar setze anys.
El 1818 Ibrahim Paixà d'Egipte va ocupar al-Diriyya i el seu lloctinent Husayn Djawkhadr va saquejar al-Dilam. Després de la retirada egípcia, al-Riyad va esdevenir la nova capital saudita; sota Turki ibn Abd Allah al-Dilam va estar governada pel famós cadi hanbalita Abd al-Rahman ibn Husayn, net del fundador del wahhabisme.
Quan els egipcis van tornar van conquerir al-Riyad; Faysal, fill i successor de Turki, va tenir per base la regió d'al-Khardj, però fou derrotat per Khurshid Pasha a al-Dilam i a Zumayka el 1838 i fou fet presoner, sent enviat a Egipte.
Més tard Faysal es va escapar, va recuperar el poder al Nedjd i va nomenar al seu fill Saud com a emir governador d'al-Khardj.
Quan Faysal va morir el 1865, Saud va disputar al seu germà gran Abd Allah la successió; la guerra civil que va seguir va permetre als Banu Rashid de l'Emirat d'Hail esdevenir el poder hegemònic. Muhammad ibn Abd Allah Al Rashid va ocupar al-Khardj on tres prínceps saudites fills de Saud, que foren executats. Abd al-Azis ibn Abd al-Rahman, net de Faysal va recuperar al-Khardj el 1902 i va rebutjar tot seguit un atac d'Abd al-Aziz ibn Muhammad al Rashid contra al-Dilam.
El 1914 es van revoltar al-Khardj els nets de Saud en contra del cap saudita Abd al-Aziz ibn Abd al-Rahman; finalment aquest va perdonar als rebels i va agafar el principal cap, Saud al-Kabir ("el vell" per distingir-lo de Saud ibn Abd al-Aziz, el futur rei Saud) com a cortesà; Saud al-Kabir estava casat amb Nura, una favorita d'Abd al-Aziz i aquest feia moltes visites al-Khardj.